# نئو (رمزارز)
نئو (به انگلیسی: NEO) ارز دیجیتال معادل اتریوم  است که در چین ایجاد شده. این ارز به‌صورت استخراج برای تولید ارز جدید استفاده نمی‌شود و به توسعه دهندگان این امکان را می‌دهد که قراردادها و برنامه‌های غیر متمرکز را به زبانهای رمزگذاری رایج ایجاد کنند.
اولین نسل از رمز ارزها در مورد ایجاد پول دیجیتالی بود که بتواند آزادانه در سراسر جهان جریان یابد. در نسل دوم هدف ایجاد محصولات و خدماتی بود که بتواند فعالیت برخی از بزرگ‌ترین شرکتهای جهان را مختل کند. نئو در اینجا قطعاً در جایگاه دوم است و مانند ایاس (EOS) و آتریوم، معتقد است که قراردادهای هوشمند آینده توسط بلاکچین ایجاد خواهد شد.

## تاریخچه
- در سال ۲۰۱۴ هانگ فی و ژانگ بعد از کار در وان چین پروژه ای به نام انت شرز(Antshares) را شروع کردند.
- در ژوئن ۲۰۱۷ انت شرز به نئو تغییر نام داد.
- در مارس ۲۰۱۸ به دارندگان نئو توکن‌هایی برای رأی‌گیری و کمک به مدیریت شبکه داده شد.

## روش‌های به‌دست آوردن نئو
نئو استخراج نمی‌شود. در عوض، در آغاز شبکه، ۱۰۰ میلیون توکن نئو منتشر شد. با این حال، ۵۰ میلیون از آن توسط بنیاد نئو برای تأمین بودجهی توسعهٔ شبکه نگه داشته شده‌است. توکن گَس رویکرد متفاوت تری دارد. گَس بعد از تأیید هر بلاک روی بلاکچین ایجاد می‌شود. در حال حاضر، ۸ گَس در هر بلوک تولید می‌شود، اما بعد از هر سال تولید آن کاهش می‌یابد تا جایی که کل گَس‌های تولید شده به ۱۰۰ میلیون برسد. پس از آن، هیچ توکن دیگری ایجاد نمی‌شود.
ارز دیجیتال نئو قابل استخراج نیست شما می‌توانید آن را خرید و فروش کنید و از راه خرید و فروش درآمد کسب کنید. در صرافی‌ها خریدو فروش این ارز انجام می‌شود و به راحتی قابل خریداری است. استخراج بلوک‌های نئو تنها متعلق به تیم توسعه دهنده نئو می‌باشد. با این حال، استخراج ارز دیجیتال نئو برای تمامی کاربران امکان‌پذیر نمی‌باشد.

## آینده نئو
آتریوم توسط بزرگ‌ترین اجتماع توسعه دهندگان که پروژه‌هایی روی این شبکه انجام داده‌اند شکل گرفت. اما محبوبیت رمز ارز نئو رو به افزایش است. در سال ۲۰۱۸، به لطف یک فضای مناسب برای توسعه دهندگان، چندین پروژه در آتریوم سکوی پرتابی برای نئو شد. یکی از ویژگی‌های کلیدی که برنامه نویسان برای نئو ایجاد کرده‌اند امکان اجرای بلاک‌چین در محیط‌های غیربلاک‌چین است. به این معنی که از لحاظ تئوری می‌توان نئو را در زیرساختهای تجاری پیاده‌سازی کرد که این عمل می‌تواند سازگاری بلاک‌چین را در آینده تسریع ببخشد.